# 情感反诈模拟器
《情感反诈模拟器》，原名《捞女游戏》，是于2025年发行的真人互动全动态影像游戏。该作由前方工作室开发与发行，香港导演胡耀辉执导，徐越、许薇、刘梦茹领衔主演。在游戏中，玩家需对抗「捞女」，识破其技巧并将之感化。同时，游戏还设有《恋情档案》教材及「互助留言板」功能。游戏内容取自团队的真实经历，画面于实地拍摄。
游戏为中华人民共和国首款情感反诈题材的互动电影游戏，一经发售后引起社会热议。游戏的立意引发争议，极目新闻指责其挑起性别对立，而《北京青年报》、17173网等报纸和媒体认为其能起到情感反诈作用，对社会风气起着积极作用。游戏内容获得一定好评，但人物刻画和情节转折遭致批评。官方表示正筹备游戏续作的制作。

## 内容
游戏以“反情感诈骗”为核心主题。玩家将扮演「情感猎手」吴宇伦，他曾身无分文，而被「捞女」陈欣欣玩弄感情并榨干金钱，后被之抛弃。吴宇伦经奋发图强成为老板后，建立了「反捞小组」，以期揭露捞女的手段，防止男性被骗。在某次任务中，他再次与陈欣欣相遇，她决定改邪归正，但遭到背后组织「变凤凰」的反对，在巨大压力下，其选择自尽。吴宇伦决定深入组织，查明真相。他周旋于多名女性角色之间，需要识破其技巧并感化她们。游戏中有「沉淪度」的数值设置，其數值高低会影响到剧情走向。
该游戏共包含472分钟时长的影像和38个结局，还提供剧情相关的约14万字的《恋情档案》教材，分析了在情感关系中的注意事项；此外还有玩家之间交流互助的“互助留言板”功能。劇情中有人物與事件影射翟欣欣，並且遊戲七個章節，首字連起來是「愿以后再无彷（胖）猫」，是紀念“胖貓”事件。

## 演员表
| 角色            | 演员   | 角色描述 |
| --------------- | ------ | --- |
| 吴宇伦          | 徐越   | 男主角，新锐服装品牌创始人。 曾經被陳欣欣欺騙感情跟錢財，後來其伯樂的遭遇以及其子羅記的請求下，建立了「反捞小组」致力打擊一切撈女活動。 於第三章中「回來」一幕之最終結局劇情路線中因陳欣如之死以及根據其遺書內容，決定追查有關「变凤凰」組織。 |
| 潘梦娜          | 许薇   | 「变凤凰」创始人、企业家。 第三章首次出现，第六章正式登场 |
| 陈欣欣 / 陈欣如 | 刘梦茹 | 「变凤凰」成员，位階為銀鳳凰，唐晓甜之師傅，何月盈之徒弟。 新人主播、模特、组局者。 第一章以陳欣欣名義首次登场並欺騙了吴宇伦，第三章時則以本名陳欣如再次登場 於第三章中「回來」一幕之最終結局劇情路線中於吴宇伦家中自殺收場，並在遺書中深表懺悔，同時觸發吴宇伦調查「变凤凰」組織。 名字影射翟欣欣                                                                 |
| 唐晓甜          | 李柯熠 | 知名MCN公司签约网红，陈欣如之徒弟。 第二章首次登场，並於同中「她的擔心」一幕之最終結局劇情路線中遭反撈小組制裁，一直被騙的金錢皆物歸原主。 |
| 宋诗琪          | 楊逸   | 「变凤凰」成员，位階為金鳳凰，陳欣如之師傅。 擁有100萬女性粉絲知名两性博主， 第三章首次登场 |
| 何月盈          | 赵蕾   | 「变凤凰」成员，位階為金鳳凰 新任商会名誉主席 第四章首次登场 |
| 林芳            | 陳慧妍 | 「反捞小组」成员，前“捞女”、個性鮮明、固執美女、宇倫「僚機」。 第一章首次登场，為吳宇倫於一次調查活動中意外認識的，然而當時林芳因遭其欺騙的其中一名受害者之遭遇而決定離開當初的撈女集團並為了贖罪加入反撈小組。 於團隊中大多負責前線行動，因而有時需要以吳宇倫「秘書」或「女友」身份一同行動，同時亦是後勤軍師協助策劃反擊行動，並教授了吳宇倫不少辨認撈女的知識。 |
| 罗记            |        | 「反捞小组」成员，破产富二代、高級黑客、母胎單身、直男癌宅男。 第一章首次登场，因其父親（同時為吳宇倫之伯樂）遭撈女詐騙而破產跳樓自殺，從而觸發了吳宇倫成立反捞小组向撈女們反擊。 於團隊中負責網絡上搜查情報。 |
| 达叔            |        | 「反捞小组」成员，老實正義、忠心耿耿、單親爸爸、律师、散打教练。 第一章首次登场，起初不願加入，後來因1名被騙財之受害人於法院敗訴並深感無能為力，故此最終同意加入 於團隊中確保小組的行動合乎法律，同時因散打教練的身份而同時負責教授團隊成員們散打格鬥技。 |
| 小刘            |        | 新锐服装品牌员工、前“舔狗” 第一章首次登场時因被唐曉甜欺騙感情跟錢財而試圖跳樓，最後被其老闆吴宇伦以自身經歷勸阻。 於第二章中「她的擔心」一幕之最終結局劇情路線中得到反撈小組協助下追回被騙的款項。 在「情感檔案」模式中大多扮演學員身份協助玩家一同學習當中所有反撈女及情感知識。                                                                                  |
| MIKO            |        | 「变凤凰」创始人潘夢娜女兒，第三章首次登场 |

## 开发与发行
游戏由前方工作室开发与发行，香港导演胡耀辉执导。据公开介绍，游戏設計來源于主创团队的真实经历；但处于风险考虑，游戏并没有改编自单一的真实事件。游戏团队希望玩家在爱别人的同时，也能保护好自己。游戏取景自广州等地，游戏团队自称，所有场景均是在实景的基础上布置陈设，而非影楼风格。为了避免网络审查，开发团队刻意较为隐晦地表达部分内容。2025年4月11日，游戏公布了概念预告片。
游戏于2025年6月19日上架Steam，原名《捞女游戏》，随后改名为《情感反诈模拟器》，但内容没有修改。发售后，制作团队称，计划将游戏分辨率提升至4K。官方也在Steam中发文称，游戏也考虑国际化，会将游戏翻译为英语、日语、韩语。官方还称，游戏没有制作前传和可下载内容（DLC）的打算。
游戏上线後，游戏制作人胡耀辉和游戏官方的哔哩哔哩账号均被平台封禁；其微博话题因不明原因被屏蔽。游戏开发方表示，社媒账号下架的原因是“技术问题”，不必过多担忧。6月28日，官方的哔哩哔哩账号重新恢复。游戏上线后不久，游戏内置的互助留言板也因「技术问题」被清空；7月初，该功能重新上线。

## 音乐
- 《可不可以》，刘伟锋作词、作曲并编曲，张紫豪演唱。

## 反响及评价
游戏是中华人民共和国首款情感反诈题材的互动电影游戏。在Steam平台發售後，其獲得96%好評率，並一度登上全球暢銷榜第五名，登顶中国区热销榜，同期销量超越《黑神话：悟空》。游民星空援引数据分析公司gamalytic的分析结果，称至2025年6月28日，游戏的预估销量已达100万份，销售额约为制作成本的三倍。媒体「游戏陀螺」认为，该游戏的影响足以与《隐形守护者》、《完蛋！我被美女包围了！》等游戏相提并论。
游戏内容上，游戏行业媒体「游戏葡萄」认为其「具有参考和学习的价值」。同时觸樂編輯祝佳音認為，以「真人影像互动游戏」標準來說，該作「品质相当不错」。雖然比不上電影水平，但是稱得上「一部优质网剧」。17173网的「火雨流星」也持相同观点，称剧本或有瑕疵，但品质上乘，画面「展现出更具电影质感的镜头语言」，同时也赞扬演员的演技优良。英国广播公司受访者庄梦生赞扬游戏团队付出了诚意，电影部分「拍的确是特别的好」。《南方都市报》援引「游戏干线」创始人、行业分析师陈光龙的观点，认为游戏内容真实，「基本的诈骗手法和逻辑都是基于现实的」。
情节与角色方面，祝佳音注意到，玩家对前后章节的剧情反响不一。玩家认为后4章美化了相关女性的行为。英国广播公司采访的小蜗和一坤也有同样的感受，不过他称游戏中的女性各有苦衷，「没有真正的坏人」。「火雨流星」也称，第三章是故事情节的巅峰，之后的情节铺垫较差，更类似于「爽文」。「游戏葡萄」亦评价道，游戏情节显得有些割裂，角色的前后反差太大，且反转有些公式化，让人物设定「出现了裂痕」。英国广播公司采访的一坤亦批评，游戏的人物刻画较为扁平。
游戏素材的版权引发争议。有玩家反馈称，游戏某一场景的素材取自中国大陆社交平台小红书上一位用户的作品，侵犯了版权。官方于2025年6月27日发表声明，承认了侵权行为，并承诺会尽快解决。同时，游戏本身也遭到仿制，例如App Store中出现了录屏版本的非官方游戏。

### 性别对立争议
游戏的立意引发争议。极目新闻谴责该游戏雖然打着“情感反诈”的旗号，卻將廣大女性視為“捞女”，蓄意煽动性别对立、污名化女性群体以收割有毒流量。後该评论被删除。《PC Gamer》的指责游戏开头桥段的性别政治令人作呕：将剥削一律归咎于女性，而将男性塑造成「勤勉、浪漫、轻信」的形象。他认为「胖猫」事件中，并无证据说明胖猫的死与谭竹有关；而游戏以此为灵感，是对现实的扭曲，乃至是「退步的政治宣言」。《北京青年報》则大力赞扬该游戏，将其定性为“创新的反诈工具”“婚恋文明的传播载体”，认为游戏有助于青年人防诈反诈、收获真爱，为全社会传达了积极健康的恋爱理念。「火雨流星」认为本作传达正向的价值观，是「一部写给成年人的童话」，并指责反对者，称他们并未体验过游戏情节，只是根据游戏名断章取义。同时，游戏曾用名《捞女游戏》亦引发争议，「游戏葡萄」等媒体认为，游戏改名后更符合其主题。
「游戏葡萄」称，游戏与《名利游戏》同质化严重，只是「利用性别对立的话题性和争议性，讲了一个十分常见的名利故事」。《南方都市报》分析称，真人互动影游多为买断制，且价格较低，缺乏盈利能力。但本作的话题争议性较强，获得广泛热议，有炒作意味。不过第六声以《黑神话：悟空》为例，称中国流行文化中的性别表现争议并不罕见。英国广播公司采访的庄梦生认为，游戏只是涉及了社会议题而非性别议题；但一坤认为，游戏「踩中了当下社会里最激烈的性别矛盾」，故能够爆红。「游戏葡萄」的修理和王丹观察到，在游戏发布几天后，「讨论氛围已趋于平和」，反对者可能并不多。他们还指出，游戏的热议背後折射出了中国大陆男女对立问题的严重性。英国广播公司也注意到此游戏在中国引发了两性对立争议，且官方媒体也已介入舆论场。《纽约时报》还指出，此游戏引发的争论揭示了现今中国社会的厌女情绪与不平等现象，以及不少男性对自身经济处境的受害者心态，并折射出当下中国社会在爱情、婚姻与经济安全等问题上的普遍焦虑。
6月30日，部分男性玩家认为官方的感谢信中刻意强调性别，即特地感谢「喜欢这游戏的姐妹们」，是为了讨好女性群体，而忽视了核心的男性玩家，故在Steam商店差评轰炸及退款。随后，导演胡耀辉手写道歉信以表歉意，但部分玩家认为其「只是迫于舆论压力」，而非真心悔改。

## 续作
游戏发售后一周，官方表示正筹备续作的制作，演员将采用原班人马。

## 註释
1. 1 2  根据udn游戏角落和英国广播公司的说法，「捞女」为广东方言，是指带着不当目的，通过情感操控等手段，靠男人獲取金錢的女性。其中，「捞」意指「捞钱、捞一笔」。[1][2]